# ひみキトキトまんが道大賞
「ひみキトキトまんが道大賞」（ひみキトキトまんがみちたいしょう）は、かつて富山県氷見市で開催されていた日本の漫画賞。
2002年（平成14年）の氷見市制50周年および氷見青年会議所設立30周年記念事業として、同市出身の漫画家・藤子不二雄Ⓐを審査委員長に迎えて創設された。名称は藤子Ⓐの自伝漫画『まんが道』に由来し、一般（高校生以上）・ジュニア（中学生以下）の2部門で作品を募集していた。
第1回の授賞式は氷見市立博物館で開催された藤子Ⓐの原画展に合わせて行われ、第2回までの受賞作品は書籍にまとめられている。その後は氷見市役所が発行する『広報ひみ』および市のウェブサイト、潮風ギャラリーで受賞作が紹介されていた。授賞式の会場は年によって異なり、第2回以降は「藤子不二雄Ⓐまんがワールド」関連の行事やイベント（施設の開館やモニュメントの除幕等）がある場合は氷見市内で、特に行事が無い場合はヒルトン東京で開催されていた。
2016年（平成28年）に開催された第15回は大賞・佳作とも「該当作なし」となり、公式のアナウンスは出されていないが2017年（平成29年）以降は事実上の休止状態が続いている。

## 受賞作品集
1. 氷見青年会議所30周年特別委員会編『ひみキトキトまんが道大賞入選作品集』[6] 氷見青年会議所、2002年 全国書誌番号:20379458
2. 氷見市企画広報室編『ひみキトキトまんが道大賞入選作品集 第2回』[7] 氷見市役所、2004年